# Geumho (metropolitana di Seul)
Geumho (금호역 - 金湖驛, Geumho-yeok) è una stazione della metropolitana di Seul servita dalla linea 3 della metropolitana di Seul. Si trova nel quartiere di Seongdong-gu, nel centro della città sudcoreana.

## Linee
Seoul Metro
● Linea 3

## Struttura
La fermata della linea 3 è costituita da un marciapiede centrale con binari laterali, protetti da porte di banchina. Il piano del ferro si trova al terzo piano sotterraneo, sovrastato dal mezzanino. Sono presenti due uscite, una a nord e una a sud.
| Direzione Daehwa | ● Linea 3 | per Jongno 3-ga, Gyeongbokgung, Yeonsinnae, Gupabal, Daegok e Daehwa |
| Direzione Ogeum  | ● Linea 3 | per Gosok-Terminal, Yangjae, Suseo e Ogeum                           |

## Stazioni adiacenti
| «       | Servizio | »       |
| Linea 3 | Linea 3  | Linea 3 |
| ------- | -------- | ------- |
| Yaksu   | -        | Oksu    |